# 卡洛斯·卡斯蒂略·阿马斯
卡洛斯·阿尔贝托·卡斯蒂略·阿马斯（西班牙語：Carlos Alberto Castillo Armas；1914年11月4日—1957年7月26日）是一名危地马拉军官和政治家，他是危地马拉第28任总统，于1954年至1957年在一次政变中掌权。他是右翼的民族解放运动的成员，他的独裁政府与美国密切结盟。
卡斯蒂略·阿马斯出生在一个种植园主家庭，未婚，曾在危地马拉军事学院接受教育。他是弗兰西斯科·哈维尔·阿拉纳上校的门徒，1944年反抗总统费德里科·庞塞·维德斯的起义期间，他加入了阿拉纳的军队。危地马拉革命由此开始，代议制民主也由此引入该国。卡斯蒂略·阿马斯加入了总参谋部，成为了军事学院的院长。阿拉纳和卡斯蒂略·阿马斯反对新当选的胡安·何塞·阿雷瓦洛政府。1949年阿拉那政变失败后，阿马斯流亡洪都拉斯。为了寻求另一场叛乱的支持，他引起了美国中央情报局的注意。1950年，他对危地马拉城发动了一次失败的袭击，然后逃回洪都拉斯。受冷战时期对共产主义的恐惧和来自联合果品公司的压力的影响，1952年，哈里·杜鲁门总统领导的美国政府授权实施PBFortune计划，阴谋推翻阿雷瓦洛的左翼继任者哈科沃·阿本斯总统。卡斯蒂略·阿马斯将领导政变，但该计划被放弃，直到1953年美国总统德怀特·艾森豪威尔以新的形式重新启用该计划。
1954年6月，在美国提供的飞机的支持下，卡斯蒂略·阿马斯率领480名中情局训练的士兵进入危地马拉。尽管叛军最初受挫，但美国对叛军的支持使危地马拉军队不愿战斗，阿本斯于6月27日辞职。一系列军政府在谈判期间短暂掌权，最终于7月7日卡斯蒂略·阿马斯就任总统。卡斯蒂略·阿马斯在1954年10月的选举中巩固了他的权力，他是唯一的候选人，他领导的民族解放运动是唯一获准参加国会选举的政党。阿本斯广受欢迎的农业改革在很大程度上被取消，小农户的土地被没收，然后归还给大地主。卡斯蒂略·阿马斯镇压工会和农民组织，逮捕和杀害了数千人。他创建了一个全国防御共产主义委员会，调查了7万多人，并将10%的人加入了共产主义嫌疑人名单。
卡斯蒂略·阿马斯面临着巨大的内部抵抗，这被归咎于共产主义的煽动。饱受腐败和债务飙升困扰的政府开始依赖美国的援助。1957年，卡斯蒂略·阿马斯被一名支持左翼的总统卫队暗杀。他是危地马拉一系列与美国关系密切的独裁统治者中的第一位被暗杀的人。他对前任改革的逆转在他死后引发了一系列左翼叛乱，最终在1960年至1996年的危地马拉内战中达到高潮。

## 早年生活和生涯
卡洛斯·卡斯蒂略·阿马斯于1914年11月4日出生在埃斯昆特拉省的圣卢西亚科特苏马尔瓜帕。他是地主的儿子，但属于非婚生子，因此没有资格继承财产。1936年，他从危地马拉军事学院毕业。在该学院的时间与后来成为危地马拉总统的哈科沃·阿本斯在该学院的时间重叠。
1944年6月，一系列的民众抗议迫使独裁者豪尔赫·乌维科辞职。乌维科的继任者费德里科·庞塞·维德斯承诺要举行自由选举，但继续压制异见，导致军队中的进步人士密谋反对他的政变。该阴谋最初由阿本斯和阿尔达纳·桑多瓦尔领导，桑多瓦尔说服了有影响力的荣誉卫队指挥官弗朗西斯科·哈维尔·阿拉那在政变的最后阶段加入政变。10月19日，阿拉那和阿本斯发动政变，反对庞塞·维德斯的政府。在随后的选举中，胡安·何塞·阿雷瓦洛当选为总统。阿马斯是阿拉纳的坚定支持者和门徒，因此加入了叛军。说到卡斯蒂略·阿马斯，阿本斯后来说他“谦虚、勇敢、真诚”，在政变中以“极大的勇气”作战。

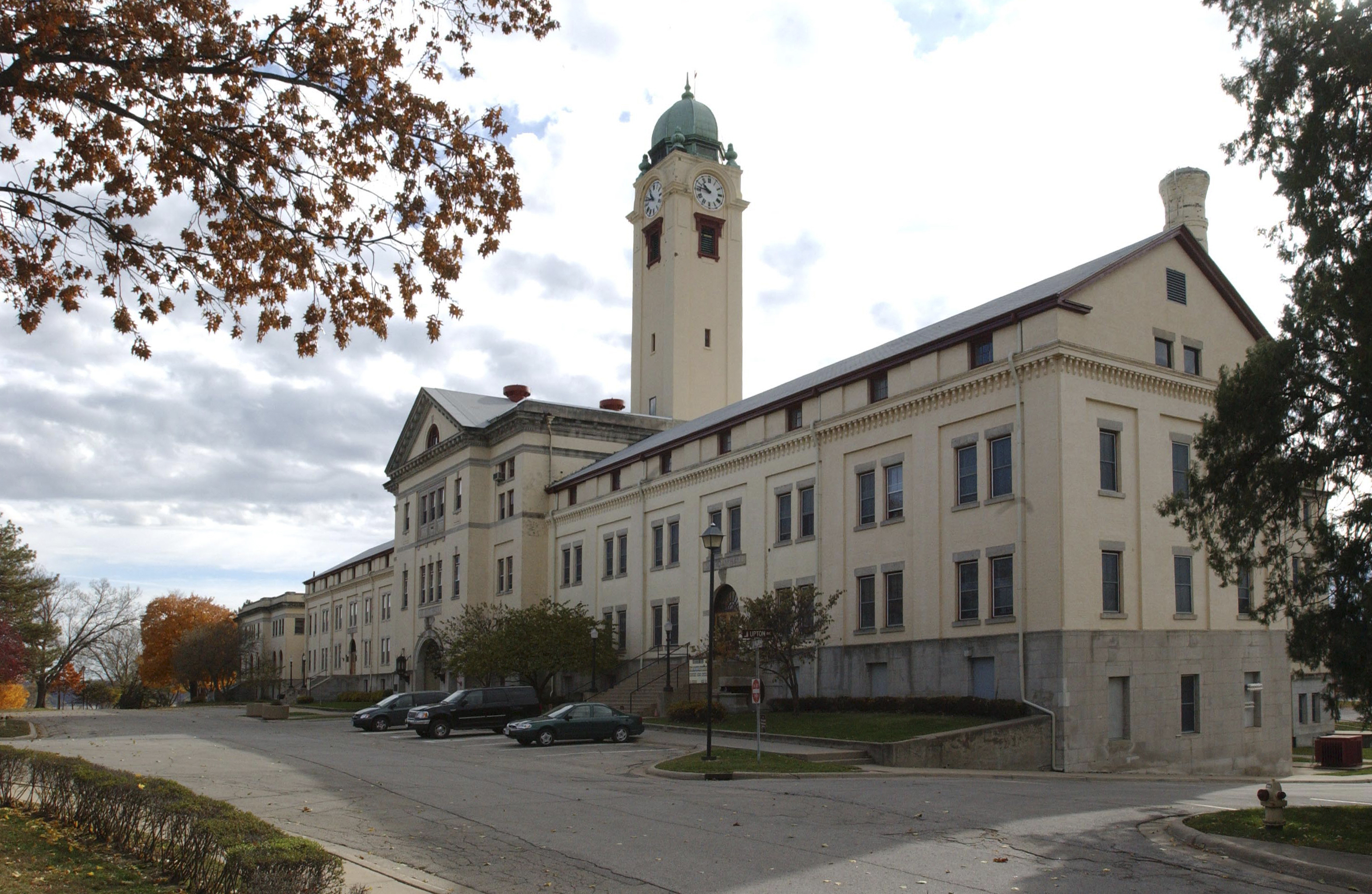
堪萨斯州的利文沃斯堡，卡斯提洛·阿马斯在那里训练了七个月

从1945年10月到1946年4月，卡斯蒂略·阿马斯在堪萨斯州的利文沃斯堡接受了7个月的训练，在那里他接触到了美国情报官员。在总参谋部服役后，他成为了军事学院的院长，直到1949年初，他被任命为马萨特南戈的军事指挥官，驻守在一个偏远的军事要塞。卡斯蒂略·阿马斯最终晋升为中校。1949年7月18日，当阿拉纳发动针对阿雷瓦洛的未遂政变时，他就在马萨特南戈，并被杀害。卡斯提洛·阿马斯直到四天后才听到叛乱的消息。历史学家对他在这一事件上发生了什么看法不一。历史学家皮罗·格莱蒂赫苏斯写道，在针对阿雷瓦洛的政变企图发生后，卡斯蒂略·阿马斯被驱逐出境。尼克·卡勒瑟和安德鲁·弗雷泽指出，卡斯蒂略·阿马斯于1949年8月被捕，阿本斯将他关押到1949年12月，一个月后他在洪都拉斯被发现。

## 幸运行动以及和CIA的关系
1951年，阿雷瓦洛结束了广受欢迎的总统任期，阿本斯当选为总统。他继续了阿雷瓦洛的改革，并开始了雄心勃勃的土地改革计划，被称为第900号法令。在这一制度下，大量土地的未开垦部分被征用以换取补偿，并重新分配给贫困的农业劳动者。土地改革法激怒了当时主导危地马拉经济的联合果品公司。得益于美国政府数十年的支持，到1930年，该公司已经是危地马拉最大的土地所有者和雇主。乌维科还给予它更多的优惠，包括提供200,000公頃（490,000英畝）的公共土地，并免除所有税收。
受到阿本斯改革的威胁，该公司以针对美国政府成员的密集游说活动作为回应。冷战也让美国总统杜鲁门倾向于认为危地马拉政府是共产主义政府。美国中央情报局开始探索向阿本斯的批评者和反对者提供支持。中央情报局局长沃尔特·比德尔·史密斯命令负责西半球情报事务的部门调查持不同政见的危地马拉人，如果得到中美洲威权政府的支持，他们是否能推翻阿本斯政府。
1950年1月，一名中情局官员得知阿马斯试图从尼加拉瓜的右翼独裁统治者安纳斯塔西奥·索摩查·加西亚和多米尼加共和国的拉斐尔·特鲁希略那里获得武器，于是阿马斯与美国中央情报局开始接触。这位CIA官员曾形容他是“一个安静、说话温和、似乎不太会夸大其词的官员”。在1950年11月之前，卡斯提洛·阿马斯与中央情报局又进行了几次会面。他向中央情报局表示，他得到了国民警卫队、克察尔特南戈的陆军驻军以及危地马拉城最大堡垒马塔莫罗斯的指挥官的支持。